# Jesse Johnson (Musiker)
Jesse Woods Johnson (* 29. Mai 1960 in Rock Island, Illinois) ist ein amerikanischer Gitarrist.

## Leben
Seine musikalische Laufbahn begann Johnson als Gitarrist der amerikanischen Band The Time, die in den 1980er Jahren von dem Musiker Prince gegründet worden war.
Nachdem er The Time verlassen hatte, gründete er 1985 sein eigenes Bandprojekt unter dem Namen „Jesse Johnson’s Revue“ und veröffentlichte das gleichnamige Debütalbum. Neben ihm gehörten Schlagzeuger und Perkussionist Bobby Vandell, Bassist Jerry Hubbard, Sängerin Kimberly Cage, Keyboarder Mark Cardenas, Gitarrist Michael Baker und Keyboarder Tim Bradley zu der Gruppe. Das Album stieg in die Top 10 der Billboard R&B-Charts sowie in die Top 50 der Popcharts und wurde mit einer Goldenen Schallplatte ausgezeichnet. Die Auskopplungen Be Your Man, Can You Help Me und I Want My Girl stiegen 1985 in die Top 10 der R&B-Charts.
Johnson setzte seine Karriere als Solokünstler fort. Die Mehrheit der ehemaligen Bandmitglieder ist auch auf seinen Soloplatten zu hören. Die Alben Shockadelica (1986) und Every Shade of Love (1988) waren weitere Charterfolge. Mit den Singles Crazay (Duett mit Sly Stone, 1986) und Love Struck (1988) gelang noch zweimal der Sprung in die R&B-Top-10.
Als Produzent arbeitete Johnson erfolgreich mit Cheryl Lynn, Ta Mara & the Seen, dáKRASH, Janet Jackson und anderen.

## Diskografie

### Alben
| Jahr | Titel Musiklabel               | Höchstplatzierung, Gesamtwochen, AuszeichnungChartplatzierungen (Jahr, Titel, Musiklabel, Platzierungen, Wochen, Auszeichnungen, Anmerkungen) | Höchstplatzierung, Gesamtwochen, AuszeichnungChartplatzierungen (Jahr, Titel, Musiklabel, Platzierungen, Wochen, Auszeichnungen, Anmerkungen) | Höchstplatzierung, Gesamtwochen, AuszeichnungChartplatzierungen (Jahr, Titel, Musiklabel, Platzierungen, Wochen, Auszeichnungen, Anmerkungen) | Anmerkungen                                                                        |
| Jahr | Titel Musiklabel               | UK | US | R&B | Anmerkungen                                                                        |
| ---- | ------------------------------ | --- | --- | --- | ---------------------------------------------------------------------------------- |
| 1985 | Jesse Johnson’s Revue A&M 5024 | — | US43 Gold · (43 Wo.)US | R&B8 (48 Wo.)R&B | Erstveröffentlichung: März 1985 als Jesse Johnson’s Revue Produzent: Jesse Johnson |
| 1986 | Shockadelica A&M 5122          | — | US70 (20 Wo.)US | R&B15 (23 Wo.)R&B | Erstveröffentlichung: Oktober 1986 Produzent: Jesse Johnson                        |
| 1988 | Every Shade of Love A&M 5188   | — | US79 (13 Wo.)US | R&B26 (22 Wo.)R&B | Erstveröffentlichung: April 1988 Produzent: Jesse Johnson                          |

Weitere Alben
- 1996: Bare My Naked Soul (Dinosaur Entertainment Corporation 76401-84505-2)
- 2000: Ultimate Collection (Kompilation; Hip-O Records 314 541 533-2; VÖ: 13. Juni)
- 2009: Verbal Penetration (Doppelalbum; Elite Artist Services / MRI Associated Labels EL04; VÖ: 27. Oktober)
- 2010: Blues in My Sunshine (SueAnn feat. Jesse Johnson; Another Level Records 789577643727)

### Singles
| Jahr | Titel Album                               | Höchstplatzierung, Gesamtwochen, AuszeichnungChartplatzierungen (Jahr, Titel, Album, Platzierungen, Wochen, Auszeichnungen, Anmerkungen) | Höchstplatzierung, Gesamtwochen, AuszeichnungChartplatzierungen (Jahr, Titel, Album, Platzierungen, Wochen, Auszeichnungen, Anmerkungen) | Höchstplatzierung, Gesamtwochen, AuszeichnungChartplatzierungen (Jahr, Titel, Album, Platzierungen, Wochen, Auszeichnungen, Anmerkungen) | Höchstplatzierung, Gesamtwochen, AuszeichnungChartplatzierungen (Jahr, Titel, Album, Platzierungen, Wochen, Auszeichnungen, Anmerkungen) | Anmerkungen                                                                          |
| Jahr | Titel Album                               | UK | US | R&B | Dance | Anmerkungen                                                                          |
| ---- | ----------------------------------------- | --- | --- | --- | --- | ------------------------------------------------------------------------------------ |
| 1985 | Be Your Man Jesse Johnson’s Revue         | — | US61 (11 Wo.)US | R&B4 (18 Wo.)R&B | Dance20 (7 Wo.)Dance | Erstveröffentlichung: Februar 1985 als Jesse Johnson’s Revue Autor: Jesse Johnson    |
| 1985 | Can You Help Me Jesse Johnson’s Revue     | — | — | R&B3 (16 Wo.)R&B | Dance12 (9 Wo.)Dance | Erstveröffentlichung: April 1985 als Jesse Johnson’s Revue Autor: Jesse Johnson      |
| 1985 | I Want My Girl Jesse Johnson’s Revue      | — | US76 (8 Wo.)US | R&B7 (15 Wo.)R&B | — | Erstveröffentlichung: Juli 1985 als Jesse Johnson’s Revue Autor: Jesse Johnson       |
| 1985 | Let’s Have Some Fun Jesse Johnson’s Revue | — | — | R&B87 (3 Wo.)R&B | — | Erstveröffentlichung: Oktober 1985 als Jesse Johnson’s Revue Autor: Jesse Johnson    |
| 1986 | Crazay Shockadelica                       | — | US53 (16 Wo.)US | R&B2 (15 Wo.)R&B | Dance12 (8 Wo.)Dance | Erstveröffentlichung: September 1986 feat. Sly Stone Autor: Jesse Johnson            |
| 1986 | She (I Can’t Resist) Shockadelica         | UK95 (1 Wo.)UK | — | R&B28 (13 Wo.)R&B | Dance18 (6 Wo.)Dance | Erstveröffentlichung: Dezember 1986 Keyboard: David Cole Autor: Jesse Johnson        |
| 1987 | Baby Let’s Kiss Shockadelica              | — | — | R&B23 (13 Wo.)R&B | — | Erstveröffentlichung: März 1987 Autor: Jesse Johnson                                 |
| 1988 | Love Struck Every Shade of Love           | UK76 (3 Wo.)UK | US78 (8 Wo.)US | R&B4 (14 Wo.)R&B | Dance13 (9 Wo.)Dance | Erstveröffentlichung: März 1988 Backing Vocals: Sue Ann Carwell Autor: Jesse Johnson |
| 1988 | Every Shade of Love                       | UK98 (1 Wo.)UK | — | R&B19 (14 Wo.)R&B | — | Erstveröffentlichung: Mai 1988 Saiteninstrumente: Clare Fischer Autor: Jesse Johnson |

Weitere Singles
- 1985: Heart Too Hot to Hold (mit Stephanie Spruill; VÖ: Mai)
- 1987: Black in America
- 1987: Free World
- 1988: Everybody Wants Somebody to Love (Promo)
- 1988: I’m Just Wanting You (Promo)
- 1996: My Life